# Ekofeminizm
Ekofeminizm – Ekofeminizm to nurt w odrębie feminizmu i ekologizmu politycznego. Teoretycy ekofeministyczni czerpią z konceptu płci, aby analizować relacje między ludźmi a światem przyrody. Termin ten został ukuty przez francuską pisarkę Françoise d'Eaubonne w jej książce Le Féminisme ou la Mort. Teoria ekofeministyczna zakłada feministyczną perspektywę zielonej polityki, która nawołuje do egalitarnego, opartego na współpracy społeczeństwa, w którym nie ma jednej dominującej grupy. Obecnie istnieje kilka nurtów ekofeminizmu, z różnorodnymi podejściami i analizami, w tym liberalny ekofeminizm, duchowy/kulturowy ekofeminizm i społeczny/socjalistyczny ekofeminizm (lub materialistyczny ekofeminizm). Interpretacje ekofeminizmu i sposoby jego zastosowania w myśli społecznej obejmują sztukę ekofeministyczną, sprawiedliwość społeczną i filozofię polityczną, duchowość, współczesny feminizm i poezję.
Analiza ekofeministyczna bada związki między kobietami a naturą w kulturze, ekonomii, religii, polityce, literaturze i ikonografii oraz odnosi się do podobieństw między uciskiem natury a opresją kobiet. Te podobieństwa obejmują między innymi postrzeganie kobiet i natury jako własności, postrzeganie mężczyzn jako kuratorów kultury i kobiet jako kuratorów natury, a także sposób, w jaki mężczyźni dominują nad kobietami, a ludzie dominują nad naturą. Ekofeminizm podkreśla, że zarówno kobiety, jak i natura muszą być szanowane.
Chociaż analiza ekofeministyczna jest dynamiczna, amerykańska autorka i ekofeministka Charlene Spretnak zaproponowała jeden sposób kategoryzacji pracy ekofeministycznej: 1) poprzez studiowanie teorii politycznej, a także historii; 2) poprzez wierzenia i studiowanie wyznań opartych na naturze; 3) poprzez ekologizm.

## Charakterystyka
Badacze związani z ekofeminizmem rozważają m.in. związki między seksizmem (dyskryminacją ze względu na płeć), dominacją natury (m.in. traktowanie zwierząt, eksperymentowanie na zwierzętach) oraz rasizmem (dyskryminacją ze względu na kolor skóry lub pochodzenie) i nierównościami społecznymi. Dzięki tego rodzaju badaniom wydaje się dziś łatwiejszym walczenie nie tylko z symptomami seksizmu czy rasizmu, ale również z ich źródłami.
Porównanie feminizmu i ekofeminizmu pokazuje wiele związków pomiędzy tymi pojęciami, nie tylko w nazwie. W feminizmie stroną pokrzywdzoną jest kobieta, a w ekofeminizmie – przyroda, jako poszerzona strefa kobiecości. Nad jednym i drugim mężczyźni chcą obecnie sprawować władzę, dominować, kontrolować, oba podmioty traktowane są jak towar i czyjaś własność, którą można handlować oraz ją eksploatować.
Ekofeminizm nie jest jednak częścią feminizmu lub ekologii. Jeśli już, jest on czymś w rodzaju meta-feminizmu, proponującego odrębną, poszerzoną metodologię dla zrozumienia świata. Obok feminizmu i ruchu na rzecz środowiska ekofeminizm kieruje swoje soczewki na analizę prepatriarchalnej historii, odwołuje się do duchowości, krytykuje antropocentryzm, rasizm, imperializm, podział na klasy, grupy wiekowe i wszelkie inne formy ucisku.
Niektórzy ekofeminiści, według których najzdrowszą i najstabilniejszą formą współżycia społecznego są niewielkie wspólnoty, postulują powrót do tradycyjnego modelu życia wspólnotowego, zorganizowanego wokoło eko-wiosek, w których mieszkałoby około stu osób. Władza i ziemie w tychże ośrodkach przekazana miałaby być kobietom, co oznaczałoby stworzenie społeczeństwa matriarchalnego. Ekofeminiści proponują powrót do dzikości, jako jedyną drogę do poznania natury kobiety.
Obok ekologii rdzennych Amerykanów, mówiącej o jedności człowieka z Ziemią i ekologią transpersonalną, która głosi, że realizacja pełnego potencjału indywidualnej jednostki prowadzi do badania współzależności tej jednostki z szerszym światem, co z kolei przynosi zazwyczaj głębsze zrozumienie siebie, ekofeminizm jest jedną z trzech ekozofii rozpatrującymi kwestię tożsamości jednostki w społeczeństwie.
Współcześni przedstawiciele ekofeminizmu to m.in.: Carol J. Adams (ur. 1951), Karen J. Warren (ur. 1947), Gloria Orenstein, Vandana Shiva, Ariel Salleh, Stacy Alaimo, Starhawk, Chris J. Cuomo, Val Plumwood (1939-2008). Najbardziej znane polskie ekofeministki to Anna Nacher i Ewa Charkiewicz.